# Ioan Holender
Ioan Holender (Timișoara, 18 luglio 1935) è un baritono e impresario teatrale austriaco di origine rumena.
È stato direttore dell'Opera di Vienna dal 1992 all'agosto 2010.